# Meucon
Meucon (bret. Meukon) – miejscowość i gmina we Francji, w regionie Bretania, w departamencie Morbihan.
Według danych na rok 1990 gminę zamieszkiwało 1100 osób, a gęstość zaludnienia wynosiła 192 osoby/km² (wśród 1269 gmin Bretanii Meucon plasuje się na 541. miejscu pod względem liczby ludności, natomiast pod względem powierzchni na miejscu 999.).